# Anthomyia luculenta
Anthomyia luculenta är en tvåvingeart som beskrevs av Ackland 1987. Anthomyia luculenta ingår i släktet Anthomyia och familjen blomsterflugor. Inga underarter finns listade i Catalogue of Life.